# Sân vận động Quốc gia Moshood Abiola
Sân vận động Quốc gia Moshood Abiola (tiếng Anh: Moshood Abiola National Stadium, trước đây gọi là Sân vận động Quốc gia, Abuja) là một sân vận động thể thao quốc gia đa năng nằm ở Abuja, thuộc Lãnh thổ Thủ đô Liên bang Nigeria. Sân vận động được sử dụng làm sân nhà của đội tuyển bóng đá quốc gia Nigeria, cũng như một trung tâm cho các sự kiện xã hội, văn hóa và tôn giáo khác nhau. Chính phủ Liên bang Nigeria đã phê duyệt hợp đồng xây dựng tổ hợp sân vận động quốc gia và làng Games vào ngày 18 tháng 7 năm 2000. Sân vận động được xây dựng để tổ chức Đại hội Thể thao châu Phi lần thứ 8 diễn ra vào tháng 10 năm 2003. Vào ngày 12 tháng 6 năm 2019, Tổng thống Muhammadu Buhari tuyên bố đổi tên Sân vận động Quốc gia, Abuja thành Sân vận động Quốc gia Moshood Abiola. Tổng thống Buhari đã đưa ra tuyên bố này trong bài phát biểu tại lễ kỷ niệm Ngày Dân chủ vào thứ Tư tại Quảng trường Eagle, Abuja.

## Xây dựng và kiến trúc

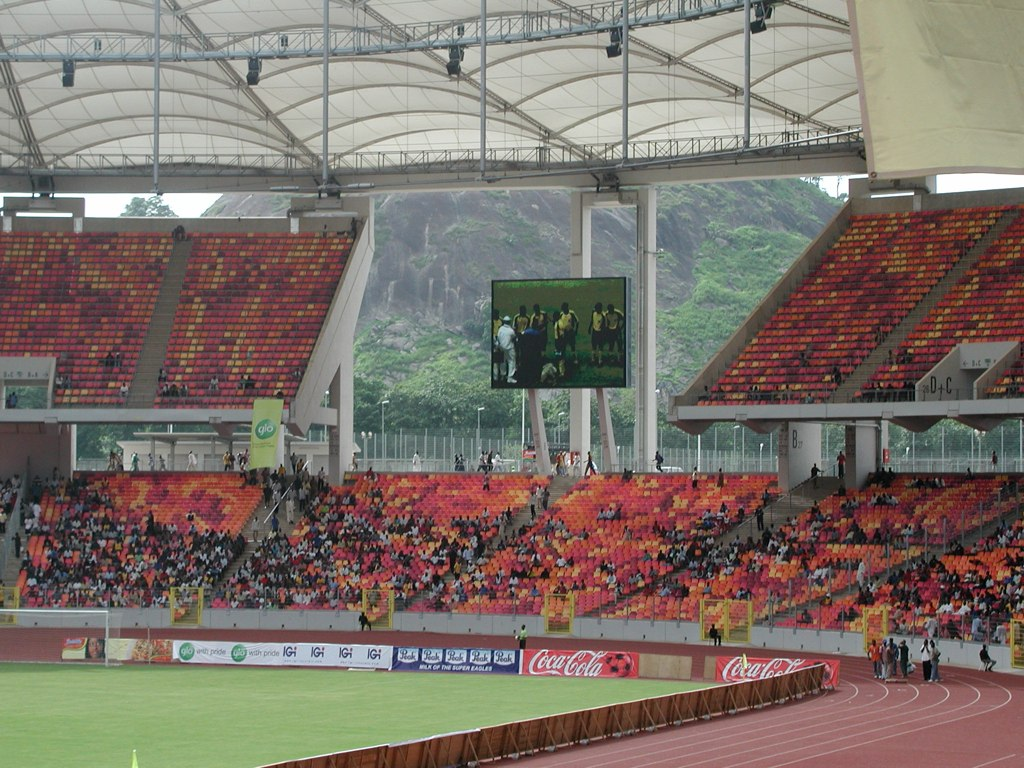
Ghế ngồi của sân vận động

Sân vận động Quốc gia Moshood Abiola là một trong 50 sân vận động đắt nhất từng được xây dựng trên thế giới.

## Kết cấu
Sân vận động Quốc gia Moshood Abiola được thiết kế để có sức chứa 60.491 ghế khán giả được bao phủ bởi một công trình mái nhẹ. Các đặc điểm chính là hai tầng khán giả chồng chéo; tầng dưới có sức chứa 32.000 chỗ ngồi và tầng trên 28.000 chỗ ngồi. Tầng dưới cũng kết hợp 56 dãy phòng điều hành với phòng xem sân thượng và một phòng tổng thống cho 50 khách. Tất cả các khu vực chức năng và thứ cấp được bố trí trong tòa nhà lối vào, cung cấp tổng diện tích sàn khoảng 25.000 m². Sân vận động được bố trí dưới mức độ hòa nhạc, đóng vai trò là cấp độ phân phối của khán giả và do đó cung cấp một số ki-ốt, ngân hàng, trạm sơ cứu và nhà vệ sinh. Cấu trúc của sân vận động là sự kết hợp của các yếu tố bê tông đúc sẵn và bê tông đúc sẵn. Có 36 tòa tháp hỗ trợ tầng trên và cấu trúc mái. Những tòa tháp này được thành lập trên 140 cọc khoan nhồi có đường kính 1,30 m và 1,50 m ở độ sâu 8,00 m đến 30,00 m. Các yếu tố bê tông đúc sẵn có chiều dài khác nhau từ 13 đến 15 mét được đặt giữa các tháp, tạo thành khán đài. Tổng cộng có 6.300 phần tử đúc sẵn được sản xuất tại sân sản xuất của công ty cách đó 15 km. Các tòa tháp được kết nối trên đỉnh bằng dầm vòng bê tông rỗng cao 2,50 m và rộng 2,00 m với độ dày thành 0,35 m. Cấu trúc mái được cố định trên 36 điểm bê tông lớn vào dầm vòng. Lần đầu tiên trên thế giới, ringbeam cho loại cấu trúc mái này được làm bằng bê tông. Bản thân cấu trúc mái là một công trình cáp với trọng lượng 800 tấn mang một tấm màng 28.000 m².

## Cơ sở vật chất

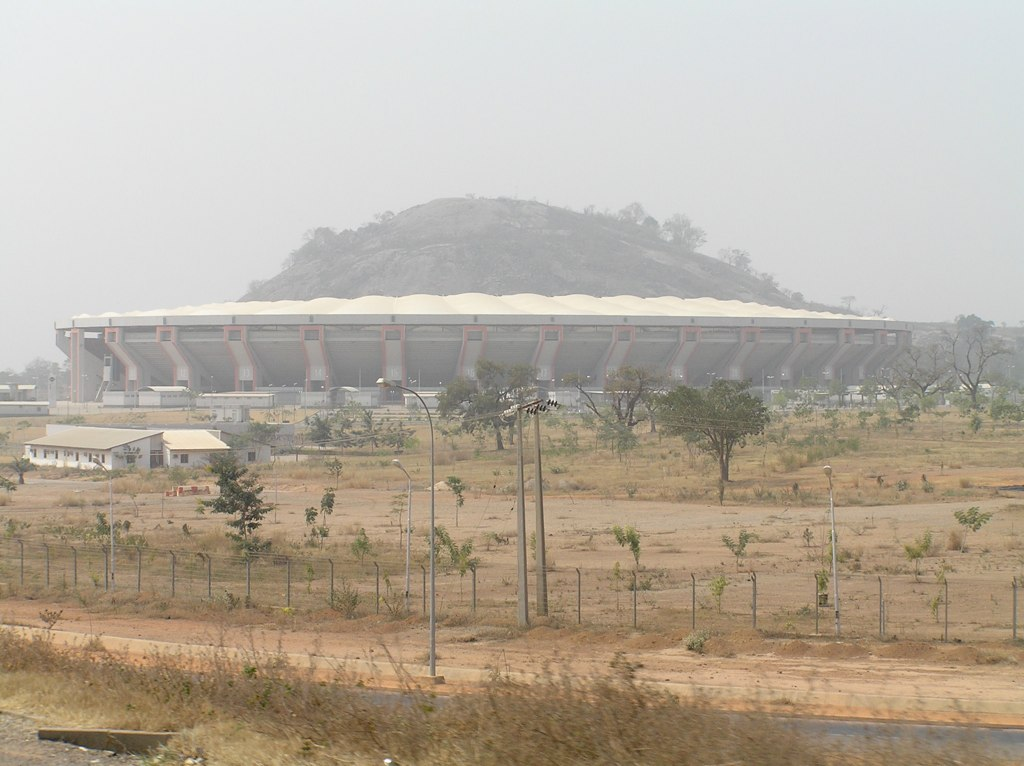
Quang cảnh bên ngoài

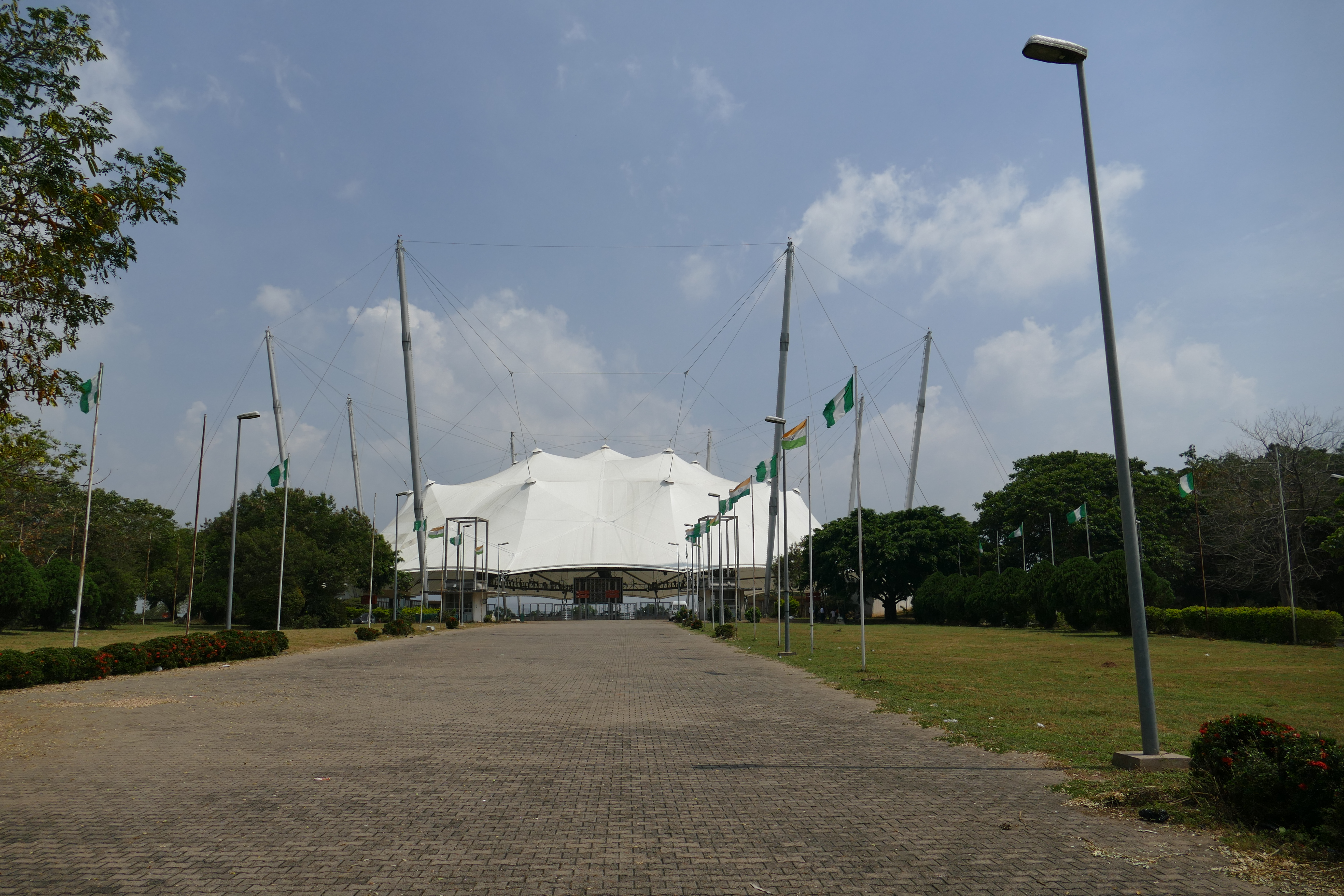
Sân đua xe đạp Abuja

Tất cả các cơ sở vật chất trong sân vận động đều được thiết kế và chế tạo theo yêu cầu của các hiệp hội thể thao quốc tế, đặc biệt là Liên đoàn bóng đá thế giới (FIFA) và Liên đoàn điền kinh quốc tế (IAAF).
Khu liên hợp bao gồm:
- Sân vận động chính có sức chứa 60.491 người
- Sân đua xe đạp[5]
- Phòng tổng thống và khu vực quan sát
- 56 dãy phòng điều hành
- Bưu điện
- Ngân hàng
- Phương tiện truyền thông
- Hai bảng điểm và đèn pha
- Các cửa hàng và kiốt bán đồ ăn nhẹ
- Sân bay trực thăng
- Nhà thi đấu thể thao trong nhà có sức chứa 3.000 người
- Phòng tập thể hình có sức chứa 2.000 người
- Bể bơi có sức chứa 2.000 người
- Sân quần vợt
- Sân vận động khúc côn cầu có sức chứa 3.000 người
- Khu liên hợp bóng chày và bóng mềm

Sân vận động Quốc gia Moshood Abiola đáp ứng các yêu cầu của tiêu chuẩn an toàn quốc tế; sân được trang bị các đơn vị dịch vụ khẩn cấp, camera an ninh khép kín cũng như hàng rào thép kiểm soát đám đông. Ngoài ra còn có các thiết bị chữa cháy dự phòng và máy dò kim loại đã được đưa vào để tránh mọi điều không may xảy ra.

## Lịch sử sân vận động
Mặc dù Nigeria có một số sân vận động nằm rải rác khắp đất nước, nhưng vẫn còn thiếu các sân vận động đạt tiêu chuẩn quốc tế. Thành phố thủ đô của Nigeria, Abuja, được chọn đăng cai Đại hội Thể thao châu Phi lần thứ 8 vào năm 2000 (một sự kiện thể thao đa năng khu vực được tổ chức bốn năm một lần, do Hiệp hội các Ủy ban Olympic Quốc gia châu Phi tổ chức) mặc dù không có cơ sở vật chất cho một giải đấu lớn như vậy. sự kiện thể thao. Chính phủ Liên bang Nigeria đã bắt tay vào một dự án trị giá hàng triệu đô la để xây dựng một sân vận động hiện đại và làng trò chơi để hoàn thành kịp thời gian tổ chức Đại hội Thể thao châu Phi. Hợp đồng được trao vào ngày 18 tháng 7 năm 2000 từ một danh sách lựa chọn của khoảng 80 nhà thầu khác nhau. Việc xây dựng khu liên hợp đã được bắt đầu.
Người dân và các vận động viên đã nghi ngờ về việc liệu việc hoàn thành sân vận động có khả thi trước các trận đấu hay không. Tuy nhiên, việc xây dựng diễn ra rất suôn sẻ và vượt tiến độ. Trên thực tế, sân vận động đã được lên kế hoạch trở thành trung tâm đăng cai cuộc thi sắc đẹp Hoa hậu Thế giới diễn ra sau đó vào năm 2002. Thật không may, sân vận động vẫn chưa được hoàn thiện vào thời điểm đó cũng như một cuộc nổi dậy của người dân đặc biệt là ở thành phố phía bắc Kaduna dẫn đến thiệt hại về người buộc cuộc thi phải chuyển đến Luân Đôn, Anh. Việc xây dựng sân vận động tiếp tục từ khi bắt đầu vào tháng 9 năm 2000 đến khi hoàn thành vào tháng 4 năm 2003, rất kịp thời gian cho các môn thi đấu. Việc xây dựng Làng Trò chơi được tiến hành từ tháng 9 năm 2000 đến tháng 8 năm 2003.
Khu liên hợp được đưa vào vận hành chính thức vào ngày 8 tháng 4 năm 2003. Sau khi đưa vào vận hành là giai đoạn chuẩn bị cuối cùng cho các môn thi đấu. Các môn thi đấu năm đó là lớn nhất trong lịch sử Đại hội Thể thao châu Phi; 6.000 vận động viên từ 53 quốc gia đã tranh tài ở 22 môn thể thao dưới sự theo dõi của 1.200 quan chức. Hơn 1.500 nhà báo đã đưa tin cho các phương tiện truyền thông thế giới. Các môn thi đấu diễn ra từ ngày 4 đến ngày 18 tháng 10 năm 2003 và được nhiều người đánh giá là thành công. Nước chủ nhà, Nigeria, đã giành được tổng cộng 226 huy chương, là nước dẫn đầu các kỳ thi đấu năm đó.
Ngoài Đại hội Thể thao châu Phi, sân vận động còn tổ chức các trận đấu bóng đá quan trọng, chẳng hạn như vòng loại World Cup giữa Nigeria và các quốc gia khác. Trận đấu đầu tiên diễn ra tại sân vận động là trận đấu bóng đá giữa hai đội đối thủ địa phương; Shooting Stars của Ibadan và Sunshine Stars của Akure vào ngày 8 tháng 4 năm 2003 Bàn thắng đầu tiên được ghi trong khu liên hợp là do tiền đạo Shakiru Lawal của Shooting Stars, người đã ghi bàn thắng duy nhất của trận đấu chỉ sau năm phút.
Khu liên hợp đã mang lại cho đất nước sự tự tin để đấu thầu cho các sự kiện quốc tế sắp tới. Liên đoàn bóng chuyền quốc tế (FIVB) đã trao cho Liên đoàn bóng chuyền Nigeria (NVBF) quyền đăng cai tạm thời Giải vô địch trẻ thế giới 2007 vì cơ sở vật chất của sân vận động.

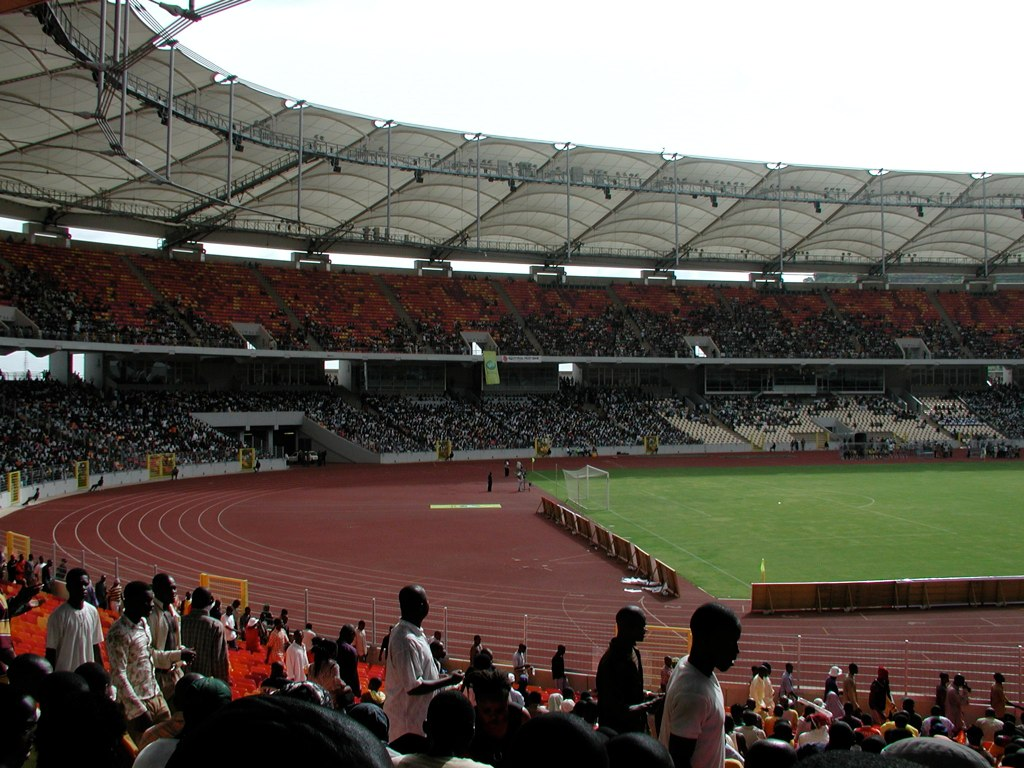
Sân vận động trong một trận đấu

## Sử dụng cho hoạt động khác
Ngoài chức năng là trung tâm thể thao, Sân vận động Quốc gia Moshood Abiola còn là nơi tổ chức các sự kiện văn hóa và tôn giáo. Sức chứa của nó thu hút các sự kiện khác nhau như hòa nhạc, và hội nghị tôn giáo, các sự kiện đôi khi được ưu tiên hơn thể thao. Nigeria là một quốc gia có tính tôn giáo cao với dân số gần như bằng nhau giữa Kitô giáo và Hồi giáo. Do đó, một số sự kiện tôn giáo diễn ra mỗi năm thu hút rất nhiều công dân và đòi hỏi một đấu trường có sức chứa lớn. Ví dụ, vào tháng 9 năm 2006, Hiệp hội bóng đá Nigeria tỏ ra bất lực trước việc Tổng thống ưu tiên tổ chức một sự kiện tôn giáo tại Sân vận động Quốc gia Moshood Abiola so với một trận đấu bóng đá quốc tế với Rwanda.
Tuy nhiên, một số người dân lo ngại về việc sử dụng sân vận động cho các sự kiện lớn như vậy. Các sự kiện tương tự được tổ chức tại Sân vận động ở Lagos đã dẫn đến sự sụp đổ của nó. Ban quản lý của sân vận động, tuy nhiên, dự định sẽ tiếp tục diễn ra các sự kiện này. Chi phí bảo trì là một vấn đề và việc thuê cơ sở vật chất cho các sự kiện khác nhau là một chiến lược đã được sử dụng để trang trải các chi phí này. Không có bất kỳ kế hoạch nào của cựu quân nhân, cố tướng Sani Abacha để xây dựng một sân vận động quốc gia ở Abuja như một số người có thể nghĩ.

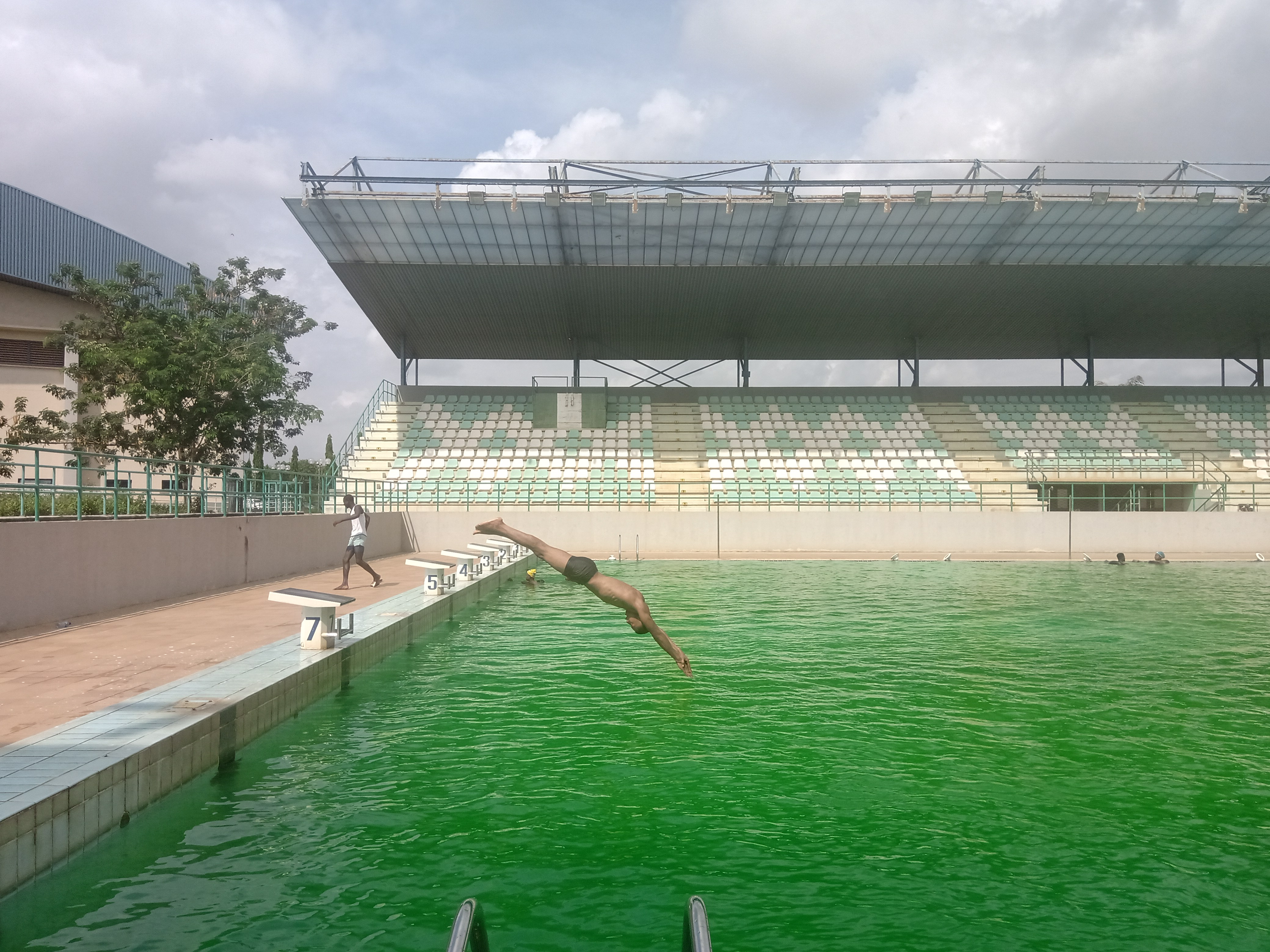
Hồ bơi tại khu liên hợp thể thao của Sân vận động

## Bảo trì
Một số vấn đề đã tăng lên liên quan đến việc bảo trì khu liên hợp thể thao. Sân vận động Quốc gia ở Lagos, thành phố đông dân và công nghiệp hóa nhất cả nước, được xây dựng cho Đại hội Thể thao châu Phi 1973. Mặc dù ban đầu sân được coi là tối tân, nhưng ngày nay nó được coi là thấp hơn bất kỳ cơ sở tiêu chuẩn nào về mặt môi trường và khôn ngoan. Ông chủ thể thao Nigeria, Amos Adamu, đã khuyên chính phủ tư nhân hóa sân vận động Abuja ngay sau Đại hội Thể thao châu Phi 2003 để ngăn chặn sự phá hoại điển hình của các tòa nhà thuộc sở hữu công.
Chính phủ liên bang Nigeria, người sở hữu 100% vốn sở hữu bất động sản tại thời điểm này, đã phải đối mặt với rất nhiều đối thủ cả trong nước và quốc tế. Ước tính trung bình cho việc bảo trì hàng năm kể từ khi khánh thành là khoảng 7 triệu đô la, một con số được coi là cao theo nhiều tiêu chuẩn. Do chi phí bảo trì cao, chính phủ liên bang đã tìm kiếm các phương án để tư nhân hóa cơ sở này. Thông qua Cục Doanh nghiệp Công (BPE), Chính phủ Liên bang Nigeria dự định nhượng quyền cho một triệu phú duy nhất sẽ ký cam kết đầu tư và về cơ bản vận hành sân vận động với mục tiêu chính là tạo ra doanh thu từ tiền thu được từ các sự kiện thể thao, các buổi hòa nhạc, các hoạt động tôn giáo, tài trợ của công ty, quảng cáo của công ty và các hoạt động khuyến mại khác.
The Concessionaire có quyền lựa chọn đảm nhận vai trò Quản lý cơ sở cho tài sản bao gồm Sân vận động Quốc gia và Khu liên hợp thể thao trong nhà, hoặc thuê một công ty để thực hiện nhiệm vụ. BPE sẽ đóng vai trò là người giám sát trong thỏa thuận, và Concessionaire sẽ báo cáo với chính phủ liên bang thông qua BPE. Nhiệm kỳ tối thiểu là 20 năm được khuyến nghị, có thể được xem xét 5 năm một lần. Việc bảo trì Sân vận động và các khu vực bên ngoài sẽ do Concessionaire chịu trách nhiệm.

## Thay đổi tên
Vào ngày 12 tháng 6 năm 2019, Tổng thống Muhammadu Buhari đã đổi tên sân vận động quốc gia ở Abuja theo tên của người chiến thắng trong cuộc bầu cử tổng thống năm 1993, Moshood Abiola. Người ta tin rằng ông Abiola đã giành chiến thắng trong cuộc bầu cử tổng thống tháng 6 năm 1993 dựa trên kết quả có sẵn, nhưng cuộc bầu cử đã bị chính phủ quân sự Ibrahim Babangida hủy bỏ. Tổng thống Buhari năm 2018 đã công nhận nhiệm vụ của ông Abiola bằng cách trao cho ông đất nước tôn vinh quốc gia cao nhất của Tổng tư lệnh Cộng hòa Liên bang, chỉ dành cho các tổng thống. Trong khi Tổng thống Muhammadu Buhari đang có bài phát biểu tại sự kiện đổi tên, cũng đánh dấu năm thứ 20 của nền dân chủ không bị gián đoạn của Nigeria, Tổng thống Buhari nói rằng "từ đây, sân sẽ được gọi là Sân vận động Quốc gia Moshood Abiola". có sự tham dự của các nhà lãnh đạo nước ngoài khác, bao gồm cả tổng thống Rwanda, Paul Kagame.